# Delémont (distrikt)
District de Delémont, tyska: Bezirk Delsberg, är ett distrikt i Schweiz. Det ligger i kantonen Jura, i den centrala delen av landet, 50 km norr om huvudstaden Bern. Antalet invånare är 38 341. Arean är 303 kvadratkilometer.
Distriktet Delémont delas in i 19 kommuner:
- Boécourt
- Bourrignon
- Châtillon
- Courchapoix
- Courrendlin
- Courroux
- Courtételle
- Delémont
- Develier
- Ederswiler
- Haute-Sorne
- Mervelier
- Mettembert
- Movelier
- Pleigne
- Rossemaison
- Saulcy
- Soyhières
- Val Terbi

Samtliga kommuner är franskspråkiga, förutom Ederswiler som är tyskspråkigt.